# Kösterbeck (Fluss)
Die Kösterbeck ist ein Fluss in Mecklenburg-Vorpommern bei Rostock.
Die Kösterbeck ist ein Nebenfluss der Warnow. Der kleine Fluss führt durch das gleichnamige Naturschutzgebiet der Gemeinde Roggentin in einem Teil der Rostocker Schweiz. Diese hügelige Landschaft entstand als Endmoräne in der Eiszeit. Der Flusslauf hat hingegen jedoch keine natürliche Entstehungsgeschichte. Er wurde als künstlicher Entwässerungsgraben zur Schaffung von Weideland angelegt. Dieses Weideland ist heute unter der Bezeichnung „Wolfsberger Seewiesen“ bekannt. Auf alten Flurkarten ist stellenweise noch die Signatur für „Uferlinie“ verzeichnet.
Die Kösterbeck entsteht aus mehreren kleinen Rinnsalen, die das Teufelsmoor bei Sanitz entwässern, unter dem Namen Moehlenbäk ca. 1,5 km südlich von Sanitz. Durch die landwirtschaftliche Nutzung wurde die Kösterbeck in ihrem natürlichen Lauf verändert und mit Betonelementen kanalisiert. Nördlich der Ortschaft Bandelstorf findet man die Reste eines Staudammes, der zum Zwecke der Stromerzeugung im frühen 20. Jahrhundert angelegt wurde. Die Kösterbeck wird östlich von Kessin von der Bundesautobahn 19 gequert und mündet nach weiteren 1,3 Kilometern in die Warnow.
In den Jahren 2011/2012 wurden mehrere Abschnitte der Kösterbeck mit einem enormen Kostenaufwand renaturiert.